# Marmorofusus verbinneni
Marmorofusus verbinneni is een slakkensoort uit de familie van de Fasciolariidae. De wetenschappelijke naam van de soort werd in 2006 voor het eerst geldig gepubliceerd door Martin Avery Snyder.